# Пенагос
Пенагос (ісп. Penagos) — муніципалітет в Іспанії, у складі автономної спільноти Кантабрія. Населення — 1803 осіб (2009).
Муніципалітет розташований на відстані близько 330 км на північ від Мадрида, 13 км на південь від Сантандера.
На території муніципалітету розташовані такі населені пункти: Ареналь, Кабарсено, Льянос, Пенагос (адміністративний центр), Собарсо.

## Демографія
Динаміка населення (INE ):

## Галерея зображень

Розташування муніципалітету